# George Van Cleaf
George W. Van Cleaf (født 8. oktober 1879 i Northfield, New York, død 6. januar 1905 i Brooklyn) var en amerikansk svømmer og vandpolospiller, som deltog i OL 1904 i St. Louis.

## Idrætskarriere
Van Cleaf svømmede først for Knickerbocker AC, men da denne klub lukkede, skiftede han til New York Athletic Club. Han svømmede både i klubbens bassin og i havet ved Bath Beach, hvor han boede; han var kendt for at svømme selv tidligt og sent på året, når blot der ikke var is på. Ved OL i St. Louis var han tilmeldt en stribe svømmediscipliner, men endte med kun at stille op i 4×50 yards fri, hvor han var med på sin klubs andethold, der blev nummer fire. I vandpoloturneringen deltog kun tre hold, alle fra USA; et tysk hold forsøgte også at stille op, men blev afvist, fordi de ikke kom fra samme klub. De tre deltagende hold var New York AC, Missouri AC og Chicago AA. Chicago gik direkte i finalen, mens New York og Missouri spillede en semifinale, hvor førstnævnte vandt 5-0. I finalen den følgende dag vandt New York 6-0 over Chicago og blev dermed olympiske mestre. New York-holdet bestod af David Hesser, Budd Goodwin, Lou Handley, Joe Ruddy, James Steen, David Bratton og George Van Cleaf.
Deltagelsen i svømmekonkurrencerne, der blev afviklet i en kunstig sø, fik dog et kedeligt efterspil for flere af svømmerne, heriblandt Van Cleaf, idet mange efterfølgende blev ramt af tyfus. Dette skyldtes øjensynligt, at kvæg samtidig brugte søen, hvorved smitte sandsynligvis blev overført til svømmerne. Van Cleaf døde af tyfus nogle måneder efter OL.